# Oberon (mjesec)
Oberon (također Uran IV) je prirodni satelit Urana. Kruži oko Urana na udaljenosti oko 583 420 km. Polumjer Oberona iznosi 761.4 km, a masa 3.03 × 1021 kg. Oberon je vrlo sličan Umbrielu, iako je veći.
Otkrio ga je William Herschel, 1787. godine. Voyager 2 (1986.) je jedina letjelica koja je posjetila Oberon. 

## Sastav i reljef
Oberon je građen od stijenja i vodenog leda.
Oberonova površina je prepuna udarnih kratera, mnogo većih od onih na Arielu i Titaniji. Neki pokazuju i zrake izbačenog materijala slične onima na Jupiterovu satelitu Kalistu. Mnogi krateri imaju dna prekrivena tamnijim materijalom.
Velike pukotine na južnoj Oberonovoj polutci ukazuju na geološku aktivnost u ranoj povijesti ovog satelita. Oberonova površina se nije mnogo mijenjala od svog formiranja.

## Vanjske poveznice
- Astronomska sekcija Fizikalnog društva Split - Oberon, uranov satelit  Arhivirana inačica izvorne stranice od 3. studenoga 2004. (Wayback Machine)